# Mariano Ospina Pérez
Luis Mariano Ospina Pérez (Medellín, 24 novembre 1891 – Bogotà, 14 aprile 1976) è stato un politico colombiano.

## Biografia
Secondogenito di dieci figli, i suoi genitori erano, Tulio Ospina Vásquez, un ingegnere, mentre la madre era Ana Rosa Clara Pérez Puerta; entrambi i genitori appartenevano a famiglie tradizionalmente e profondamente radicate nella vita politica colombiana dell'epoca. In famiglia si annoveravano infatti suo nonno Mariano Ospina Rodríguez, che era stato il fondatore del Partito Conservatore Colombiano, e suo zio, Pedro Nel Ospina, Presidente della Colombia dal 1922 al 1926.

Dopo aver iniziato gli studi al Colegio San Ignacio di Medellín proseguì la carriera scolastica presso la Escuela de Minas de Antioquia (Scuola mineraria di Antioquia) dove entrò nel 1908.
Fra i suoi insegnanti in questo istituto si annoverano importanti uomini politici dell'epoca, quali Carlos Eugenio Restrepo e Alejandro Restrepo López; fu proprio in questo periodo che i suoi interessi per la politica cominciarono a concretizzarsi nella fondazione del giornale studentesco La Joven Antioquia nel 1909. Il 20 aprile 1912 si diplomò con la qualifica di ingegnere minerario con una tesi sulle opere idrauliche all'interno delle miniere; dopo il diploma intraprese un periodo di viaggi di studio all'estero della durata di circa due anni, nei quali visitò la Louisiana, Londra e Parigi, conseguendo un master in scienze con una specializzazione sulla produzione dello zucchero. In seguito si dedicò a studi ulteriori trasferendosi a Liegi al seguito di suo zio Pedro, il quale ricopriva la carica di ambasciatore plenipotenziario per conto del governo colombiano a Bruxelles; iscrittosi alla scuola Istituto Montefiori seguì corsi post laurea sull'estrazione dell'oro e sui sistemi ferroviari.
Tornato in patria nel 1914 a causa dello scoppio della prima guerra mondiale, iniziò la sua carriera politica. Mentre proseguiva gli studi presso la Escuela de Minas de Medellín e l'Università della Louisiana, iniziò a collaborare in qualità di amministratore esecutivo per conto della Federazione Nazionale dei Produttori di Zucchero, del quale divenne presidente nel 1946, diventando nel frattempo un importante uomo d'affari in altri settori produttivi.

## La carriera politica
Entrato nel Partito Conservatore Colombiano venne presentato dalla dirigenza del partito come candidato alla carica di Consigliere Municipale nel Consiglio Cittadino di Medellín. Nel 1915 divenne Consigliere e nel 1917 ottenne un secondo mandato. In quello stesso anno venne eletto Deputato per il Dipartimento di Antioquia. Nel 1919 ottenne l'incarico di Soprintendente per le Ferrocarril de Antioquia. Durante questo mandato si attivò per l'espansione delle linee ferroviarie lungo la zona di produzione del caffè.
Il 27 febbraio 1921 suo padre morì mentre si trovava a Panama, e Mariano ne prese il posto come Preside della Escuela Nacional de Minas de Medellín, incarico che mantenne per i successivi due anni. In quello stesso anno si candidò nuovamente Consigliere Municipale e ottenne un altro mandato. Nel 1922 suo zio Pedro Nel Ospina fu eletto Presidente della Colombia e Mariano Ospina venne eletto Senatore per il quadriennio 1922-26 come rappresentante de Dipartimento di Antioquia.
Tra le sue attività durante questo mandato occorre ricordare l'aspra battaglia per l'approvazione del progetto di unificazione del debito estero, che, nonostante avesse numerosi avversari, venne alla fine approvato proprio grazie alla mediazione di Mariano Ospina. Occorre inoltre ricordare il progetto di creazione del Banco Agrícola Hipotecario, convertito in legge nel 1924, l'Istituto era finalizzato a finanziare lo sviluppo agricolo del paese, tuttavia quando a questo istituto creditizio venne permesso di finanziare anche attività all'interno delle aree urbane, le risorse dedicate all'agricoltura diminuirono in maniera crescente rendendo fallimentare l'intero disegno.
Il 7 agosto 1926 il nuovo Presidente colombiano, Miguel Abadìa Méndez chiamò Mariano Ospina a ricoprire il dicastero del Ministero dei Lavori Pubblici, carica che Ospina ricoprì per il breve tempo di soli otto mesi. Dal 1930 al 1934 Mariano Ospina ricoprì la carica di Presidente della Federación Nacional de Cafeteros de Colombia, il più importante organo rappresentativo dei produttori di caffè del Paese, sotto la sua presidenza esso divenne un importante centro di influenza politica nonché economica; per questo motivo Ospina venne da allora soprannominato Hombre de los Cafeteros (l'uomo dei produttori di caffè), volendo con ciò indicare come la sua attività di esponente politico e di maggior rappresentante dei Cafeteros fossero ormai strettamente intrecciate. Un esempio di questa commistione è il progetto di legge presentato al Senato colombiano nel 1931 per l'istituzione della Caja Agraria (Cassa Rurale), che era stato precedentemente discusso e voluto dai Cafeteros colombiani.

## Presidente della Colombia
Nonostante il Partito Conservatore Colombiano avesse scelto come candidato alla Presidenza per il 1946 Laureano Gómez Castro, il nome del Senatore Mariano Ospina venne fatto quando emerse la grave spaccatura creatasi all'interno del partito rivale dei conservatori, il Partito Liberale Colombiano, diviso tra due fazioni, l'una che sosteneva la candidatura di Jorge Eliécer Gaitán, l'altra a sostegno di Gabriel Turbay. Con il preciso scopo di sfruttare questa difficoltà in campo avversario, il Partito Conservatore Colombiano, a sole tre settimane dalle elezioni, cambiò candidato in favore di Mariano Ospina, il quale sconfisse i suoi avversari liberali ottenendo il 40% delle preferenze in una elezione fortemente segnata dal forte astensionismo alle urne.
Mariano Ospina venne nominato Presidente della Colombia il 7 agosto 1946 e le sue prime due iniziative furono la creazione di un governo di coalizione insieme alla promozione dello sviluppo economico del suo Paese. Sotto la sua Presidenza la Colombia raggiunse l'apice delle sue esportazioni di caffè. Determinato a implementare le infrastrutture produttive colombiane si adoperò per l'istituzione dell'Ecopetrol (Compagnia Petrolifera Nazionale), per la costruzione della più importante acciaieria della Colombia, le Acerias Paz del Río, l'istituzione della Flota Mercante Grancolombiana e della società di telecomunicazioni Telefónica Telecom. Sua fu l'istituzione del Dipartimento del Lavoro e dell'Instituto de Seguros Sociales (Istituto per la Sicurezza Sociale), un ente governativo di previdenza sociale che aveva lo scopo di tutelare le classi impiegatizie del settore privato in caso di licenziamento o di malattia.

### Lo scoppio dellaViolencia
La presidenza di Mariano Ospina vide anche il sorgere di gravi atti di violenza scatenati dall'acuirsi dello scontro tra i principali partiti politici del Paese, il Partito Conservatore ed il Partito Liberale, insieme al sorgente Partito Comunista Colombiano; questo periodo viene ricordato con il nome di La Violencia ed ebbe la durata di circa un decennio. Nel marzo 1948 Jorge Eliécer Gaitán, esponente spicco della fazione progressista e populista del Partito Liberale divenne il leader indiscusso del Partito, e decise di ritirare gli esponenti liberali dal governo do coalizione voluto da Ospina. Tale decisione era in parte motivata dalle accuse di brogli elettorali organizzati dal Partito Conservatore per consentire l'ascesa al potere di Ospina durante le elezioni presidenziali del 1946, con la invalidazione, secondo i Liberali, di circa un milione e ottocentomila voti in favore dei candidati liberali.
In risposta al ritiro dei liberali dal governo di coalizione, Ospina formò un nuovo governo interamente composto da esponenti del Partito Conservatore, scatenando violente proteste e dimostrazioni in tutto il Paese. La situazione precipitò quando, in circostanze del tutto confuse, il leader del Partito Liberale venne assassinato il 9 aprile 1948 da un disoccupato di nome Juan Roa Sierra; Gaitàn era in lizza per la seconda volta come candidato liberale alle elezioni presidenziali del 1950 dopo aver vinto le primarie del suo partito ed era forte di un largo consenso popolare, fattori che davano come probabile la sua nomina a prossimo Presidente della Colombia.
L'assassinio di Gaitàn provocò l'esplosione di violente manifestazioni e di disordini in tutto il territorio della capitale colombiana Bogotà, nota con il nome di Bogotazo. Per affrontare la difficile emergenza Ospina cercò di creare un governo di unità nazionale, ma senza successo. Supportato dal Partito Conservatore egli intraprese una campagna di repressione contro le proteste liberali scatenatesi in tutto il paese. In tutta risposta il Partito Liberale si appellò al Congresso colombiano per muovere pesanti accuse contro il Presidente Ospina il quale, prima che potesse essere mosso qualsiasi procedimento inquisitorio contro di lui, sciolse il Congresso e dichiarò lo stato d'assedio il 9 novembre 1949 con lo scopo di ripristinare l'ordine costituito; quest'ultima decisione diede di fatto vita, fino al 1958, ad un periodo di dittatura civile e militare con la sospensione di tutti i diritti costituzionali.
Il 7 agosto 1950, anche grazie al boicottaggio di protesta del Partito Liberale che non presentò alcun candidato, Laureano Gómez Castro, esponente dell'ala più conservatrice del Partito Conservatore, venne eletto nuovo Presidente della Colombia. Dopo aver passato le consegne, Ospina uscì dalla scena politica per riemergere nel 1952 come esponente di spicco dell'ala moderata all'interno del Partito Conservatore, in opposizione alla fazione a sostegno di Gòmez Castro. I due esponenti politici continuarono a fronteggiarsi sostenuti dai rispettivi sostenitori spaccando di fatto il Partito Conservatore fino a quando, appoggiando il colpo di Stato del generale Gustavo Rojas Pinilla che pose fine alla dittatura di Gòmez Castro, Ospina non ebbe la meglio sul suo avversario. Il sostegno politico di Ospina al nuovo regime terminò due anni dopo quando, in netto contrasto con le sue convinzioni moderate, la presidenza di Rojas Pinilla intraprese una direzione più progressista. Dopo aver partecipato attivamente alla creazione del Frente Nacional, si ritirò dalla vita politica nel 1962, lasciando come suo erede politico Misael Pastrana Borrero a capo dell'ala moderata che da allora prese nome di ospino-pastranista. Morì a Bogotà all'età di 84 anni.

## Famiglia
Il 26 luglio 1926 sposò a Medellín Bertha Hernández, scrittrice ed attivista politica ed una delle prime donne ad entrare nel Senato della Colombia. I due ebbero cinque figli: Mariano, nato nel 1927, diventato a sua volta Senatore nella legislazione tra il 1970 ed il 1974; Rodrigo; Fernando (sposato con Olga Duque Palma, governatrice del Dipartimento di Huila); Gonzalo, economista presso la Università di Harvard e María nata nel 1949.